# 러브 이즈 퍼니 씽
러브 이즈 퍼니 씽(Un Homme Qui Me Plait, Love Is A Funny Thing)은 이탈리아에서 제작된 끌로드 를르슈 감독의 1969년 코미디, 드라마 영화이다. 쟝 뽈 벨몽도 등이 주연으로 출연하였고 조지 덩시거스 등이 제작에 참여하였다.

## 출연

### 주연
- 쟝 뽈 벨몽도
- 애니 지라르도

### 조연
- 카즈 가라스
- 피터 버그먼
- 파라 포셋
- 빌 퀸
- 티모시 블레이크
- 아르투로 도미니치
- 마르셀 보주피
- 리차드 베이스하트

## 제작진
- 의상: 피에르 발망
- 배역: 알레트 고든